# Scherenwagenheber

Scherenwagenheber

Der Scherenwagenheber ist eine konstruktive Ausführung eines Wagenhebers. Bei dieser Ausführung unterscheidet man zwischen dem hydraulischen und dem mechanischen Scherenwagenheber. In der mechanischen Ausführung ist er häufig Bestandteil des Pannensets von Fahrzeugen.

## Funktionsweisen
Bei dem mechanischen Scherenwagenheber wird mit einer Kurbel eine Gewindespindel gedreht, welche die beiden Hebearme des Wagenhebers zusammenzieht, somit den Scherenwagenheber streckt und dadurch das Fahrzeug anhebt. Nachteil des mechanischen Scherenwagenhebers ist, dass gegenüber dem hydraulischen Scherenwagenheber erheblich mehr Kraft benötigt wird, um ein Fahrzeug anzuheben. Das Ablassen des Fahrzeugs geschieht durch Drehen der Kurbel in entgegengesetzte Richtung.
Die hydraulische Version des Scherenwagenhebers wird durch einen Pumpenhebel und einen Hydraulikzylinder betrieben. Die Bedienung ist deutlich leichter, da mithilfe eines längeren Hebels das Hydrauliköl in den Arbeitszylinder gepumpt wird; dieser hebt sich und zieht über zwei Gelenke den Wagenheber zusammen und hebt somit das Fahrzeug an.
Zum Ablassen des Fahrzeugs bei Benutzung des hydraulischen Wagenhebers gibt es zwei Bauvarianten: entweder ist am Wagenheber ein kleiner Hebel umzulegen und somit den umgekehrten Weg abzupumpen; oder bei der zweiten Variante, ist ein Entlüftungsventil vorhanden, das nach dem Entlüften den Heber durch das Gewicht des Fahrzeugs zurück zum Boden sinken lässt.
Wegen ihres geringen Gewichts und ihrer sehr platzsparenden Bauweise eignen sich Scherenwagenheber als Bordwerkzeug bei Reifenpannen. Für regelmäßige Einsätze eignet sich eher ein Rangierwagenheber.